# Capriano
Capriano (Cavrian in dialetto brianzolo, AFI: [kavˈriãː], localmente Caverian, AFI: [kaveˈriãː]) è un paese di circa 3 000 abitanti, frazione del comune di Briosco nella provincia di Monza. La località è posta a nordest del centro abitato, verso Veduggio con Colzano.

## Località
Situato a circa 327 m s.l.m. deve il suo nome probabilmente al diffuso allevamento di capre in epoca romana, anche se alcuni studiosi sostengono una tesi più nobile sull'origine del toponimo facendolo derivare dal gentilizio romano Caprius.
Per tutto il Medioevo non vi sono notizie certe sul paese, che segue sostanzialmente le vicende della vicina Briosco. 

Nel XVI secolo il paese vede la visita del cardinale Carlo Borromeo (futuro San Carlo), che durante il suo viaggio di rievangelizzazione della Brianza ha l'occasione di dare indicazione in merito alla ristrutturazione della chiesa parrocchiale.
Nei secoli successivi il paese assume il ruolo di residenza di campagna di alcune famiglie della nobiltà lombarda come i Medici da Seregno, i Trivulzio, i Casanova e gli Annoni.

## Monumenti e luoghi d'interesse

### Oratorio di San Giuseppe alla campagna
L'oratorio di San Giuseppe alla campagna o del contagio si trova a «cinquecento passi dalla chiesa parrocchiale», come venne descritto dal cardinale Pozzobonelli nella sua visita del 1759, ed è stato «costruito su iniziativa degli abitanti e per pietà verso le anime del Purgatorio circa trent'anni prima».
L'oratorio, o chiesina dei morti come è comunemente chiamata in paese, sorge tra il 1729 ed il 1730 in memoria di quanti persero la vita nell'epidemia di peste del 1630. L'edificio sorto nel luogo chiamato lazzaretto svolse la funzione di ricovero per contagiati nel 1836 durante un'epidemia di colera e ancora nel 1890 per una di vaiolo.
Dal punto di vista architettonico la chiesa è a pianta basilicale ed al suo interno ospita tre affreschi posti sopra l'altare, quello centrale, più grande raffigura la Madonna con il bambino e San Giuseppe, mentre i due ai lati San Sebastiano e San Rocco entrambi invocati come protettori dalle epidemie. 
Sulla facciata si aprono ai lati del portone due piccole finestrelle utilizzate per pregare, quanto la chiesa era chiusa, e per lasciare delle offerte come testimoniano gli inginocchiatoi in pietra posti sotto le finestre all'altezza del terreno e delle piccole aperture nelle grate.

## Storia
Capriano fu un antico comune del Milanese registrato agli atti del 1751 come un villaggio di 400 abitanti saliti poi a 512 nel 1771.
Alla proclamazione del Regno d'Italia nel 1805 risultava avere 578 abitanti. Nel 1809 il municipio fu soppresso su risultanza di un regio decreto di Napoleone che lo unì a Colzano, e poi a Renate nel 1811, ma il Comune di Capriano fu restaurato nel 1816 dagli austriaci dopo il loro ritorno. Nel 1853 risultò essere popolato da 912 anime salite a 962 nel 1861.
Nel 1863 il comune di Capriano assunse la nuova denominazione di "Capriano di Brianza".
La definitiva soppressione del municipio avvenne con un regio decreto di Vittorio Emanuele II del 1869 che lo aggregò a Briosco.